# 백상기
백상기(白翔起)는 대한민국 제28대 법무부 장관이다. 1979년 12월 14일부터 1980년 5월 21일까지 대한민국 제28대 법무부 장관을 지냈다.  
| 전임 김치열 | 제28대 법무부 장관 1979년 12월 14일 ~ 1980년 5월 21일 | 후임 오탁근 |